# ミドル島 (エリー湖)

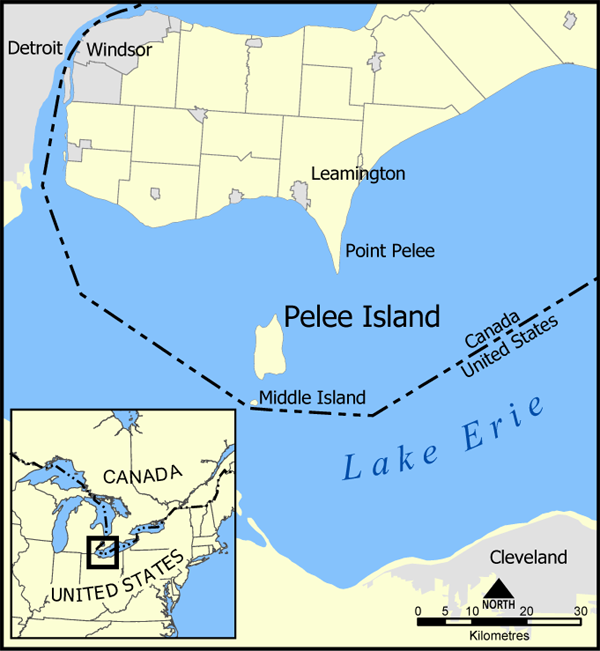
ピーリー島とミドル島の地図

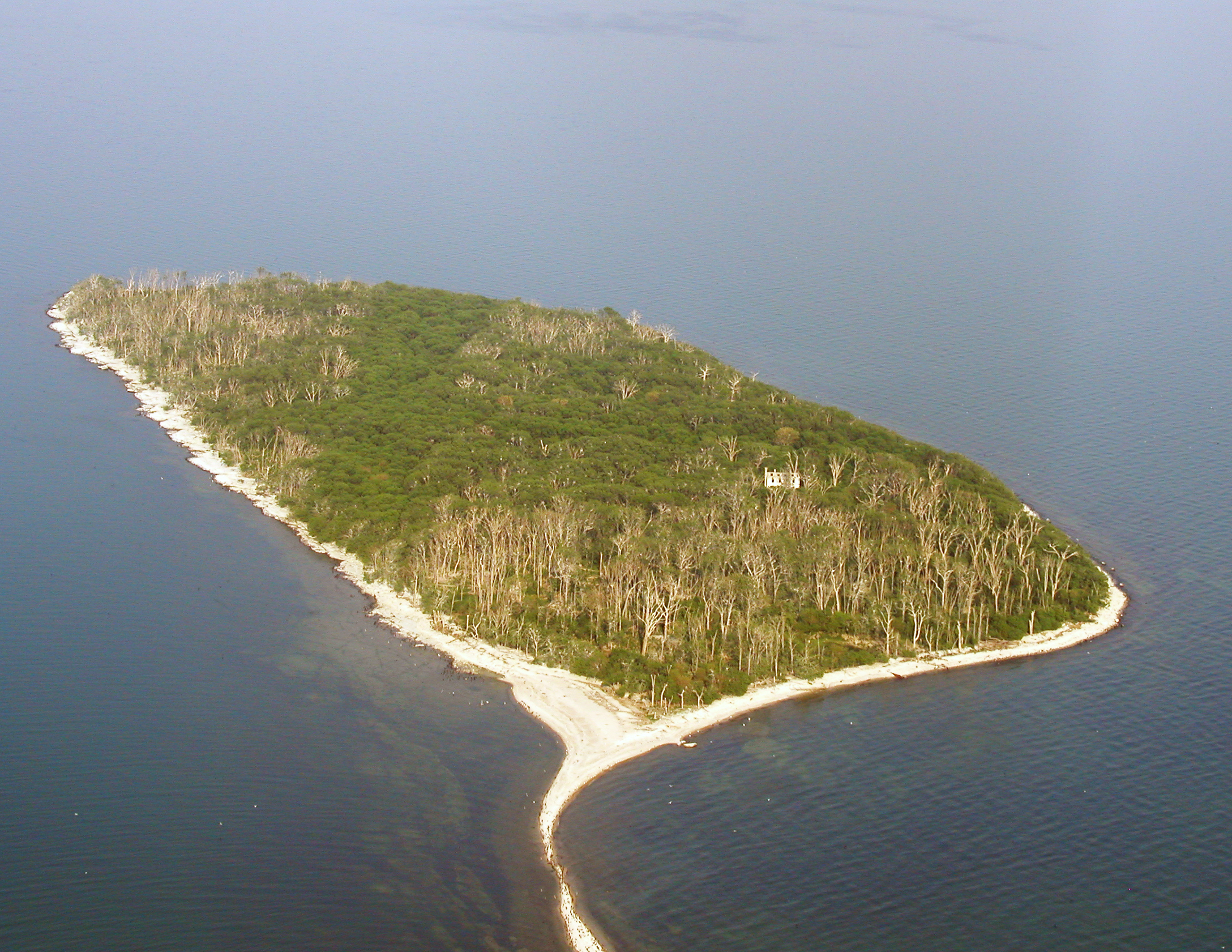
ミドル島

ミドル島（ミドルとう、英語: Middle Island）はカナダ最南端の場所であり、北緯41度41分西経82度41分に位置する。エリー湖内にあり、ピーリー島のすぐ南に位置している。また、ポイント・ピーリー国立公園の一部である。ミドル島はオンタリオ州に属している。
座標: 北緯41度40分57秒 西経82度41分04秒 / 北緯41.68250度 西経82.68444度